# Amastra subsoror
Amastra subsoror – wymarły gatunek ślimaka z rodziny Amastridae. Był to endemit Hawajów (USA). Występował na wyspie Maui; po raz ostatni widziano go w 1946 roku.